# Фелетто
Феле́тто (итал. Feletto, пьем. Flèt) — коммуна в Италии, располагается в области Пьемонт, в провинции Турин.
Население составляет 2344 человека (2008 г.), плотность населения составляет 334 чел./км². Занимает площадь 7 97 км². Почтовый индекс — 10080. Телефонный код — 0124.
Покровителем коммуны почитается святой мученик Викторий Кесарийский, празднование 21 мая.

## Демография
Динамика населения:

## Администрация коммуны
- Официальный сайт: